# Кодзима, Аями
Аями Кодзима (яп. 小島 文美 англ. Kojima Ayami) — японская художница-самоучка, стала известна своими высоко оцененными дизайном персонажей и иллюстрациями к серии видеоигр Castlevania. Аями Кодзима разработала персональную технику рисования, благодаря которой её работы приобрели особый стиль.

## Карьера
Творческую карьеру Аями начала художницей-иллюстратором многочисленных новелл. Художница зарекомендовала себя как опытная художница-фрилансер и иллюстратор задолго до того, как взяла на себя роль дизайнера персонажей и иллюстратора для видеоигр.
Её ранние работы в качестве художницы начались с иллюстрации обложек для многочисленного круга новелл, таких как Cluster Saga и Nobunaga’s Ambition. Художница также работала над чёрно-белыми иллюстрациями для серии новелл Majin и множества других новелл Хидэюки Кикути, создателя «Ди, охотник на вампиров» (англ. Vampire Hunter D).
Но мировая известность пришла к художнице позднее, благодаря участию в создании ряда видеоигр серии Castlevania в качестве иллюстратора и дизайнера персонажей. В 1997 году Konami выпустила Castlevania: Symphony of the Night для PlayStation. Поклонники серии сразу же влюбились в иллюстрации художницы, поэтому Аями была приглашена в качестве художницы персонажей для Castlevania Chronicles, ремейка Akumajou Dracula 1993 года.
Хотя Аями Кодзима также создавала иллюстрации для нескольких игр компании Koei, таких как Söldnerschild и Dynasty Warriors, именно Castlevania стала неразрывно связана с её именем. Её сюрреалистический и готический дизайн, иногда с религиозными оттенками, невероятно хорошо соответствуют обстановке серии.

Обложка игры Castlevania Chronicles

## Творчество
Творческий псевдоним Аями Кодзимы — англ. Odile Kuronuma.
Известные хобби художницы: чтение манги жанра Сёнэн и просмотр фильмов ужасов, последнее даже повлияло на формирование её уникального стиля.
Что касается её уникального стиля рисования и способности использовать акриловую гуашь, Аями Кодзима говорит, что она начала рисовать акварельными красками и цветными карандашами, когда ещё ходила в школу. Ей нравилось посещать малярные мастерские и покупать новые материалы для рисования, основываясь на том, насколько привлекательной была упаковка, даже если она мало знала, как её использовать. Таким образом, она познакомилась со многими традиционными средствами рисования и научилась использовать их методом проб и ошибок.
Стиль художницы богат переходами контрастов и цветов, наполнен мрачной и сюрреалистической тематикой, с огромным вниманием к деталям, пожалуй, его можно назвать псевдо- или необарокко. В своих работах Аями использует карандаши Конте, тушь, Акриловые краски, моделирующую пасту, полимерный лак и т. д.; а в качестве инструментов применяет палочки для тушевки и собственные пальцы.
Общая технология выглядит так: для набросков и композиции Аями использует карандаш Конте, затем, используя его же и тушь, создает тени, после чего наносит разведённые цветные акриловые краски, а для эффекта трехмерной текстуры добавляет моделирующую пасту и мастихин. Для перехода цвета художница сильнее разбавляет акриловые краски водой и использует пальцы. После того как рисунок завершен, мастихином наносятся краски с металлическим блеском. Игра света усиливается при помощи покрытия полимерным лаком. Подробный пошаговый взгляд художницы на весь процесс представлен в третьем выпуске серии книг по технике изобразительного искусства Japanese Color Kingdom.
Аями Кодзима фигурирует в нескольких книгах по технике рисования, таких как серия Japanese Color Kingdom и серия журналов Comickers, в которых демонстрируются методы, используемые популярными японскими художниками манги, а также западными художниками комиксов.
Коллекцию работ художницы можно найти в книге по искусству Santa Lilio Sangre — Ayami Kojima Artworks, которая включает иллюстрации и концепт-арт из серии Castlevania, а также не игровые проекты художницы.

Обложка японского издания игры Dynasty Warriors 8

## Приложения
1. 1 2 3 4 5 6 7 8  Ayami Kojima Artist Profile & Art Works. www.creativeuncut.com. Дата обращения: 20 августа 2019. Архивировано 25 января 2007 года.
2. 1 2 3 4 5 6  Японская художница Аями Кодзима: Галерея работ | Japanorama39.ru. Дата обращения: 20 августа 2019. Архивировано 20 августа 2019 года.